# Xerez Fútbol Club
El Xerez Fútbol Club fue un equipo de fútbol de la localidad de Jerez de la Frontera (Andalucía, España). Fue fundado en 1932 por un grupo de aficionados y exdirectivos del Jerez F.C. y disuelto el 24 de agosto de 1946 por no poder hacerse cargo de sus pagos federativos que alcanzaban las 100.000 pesetas, y de su deuda de 225.000 pesetas.

## Historia

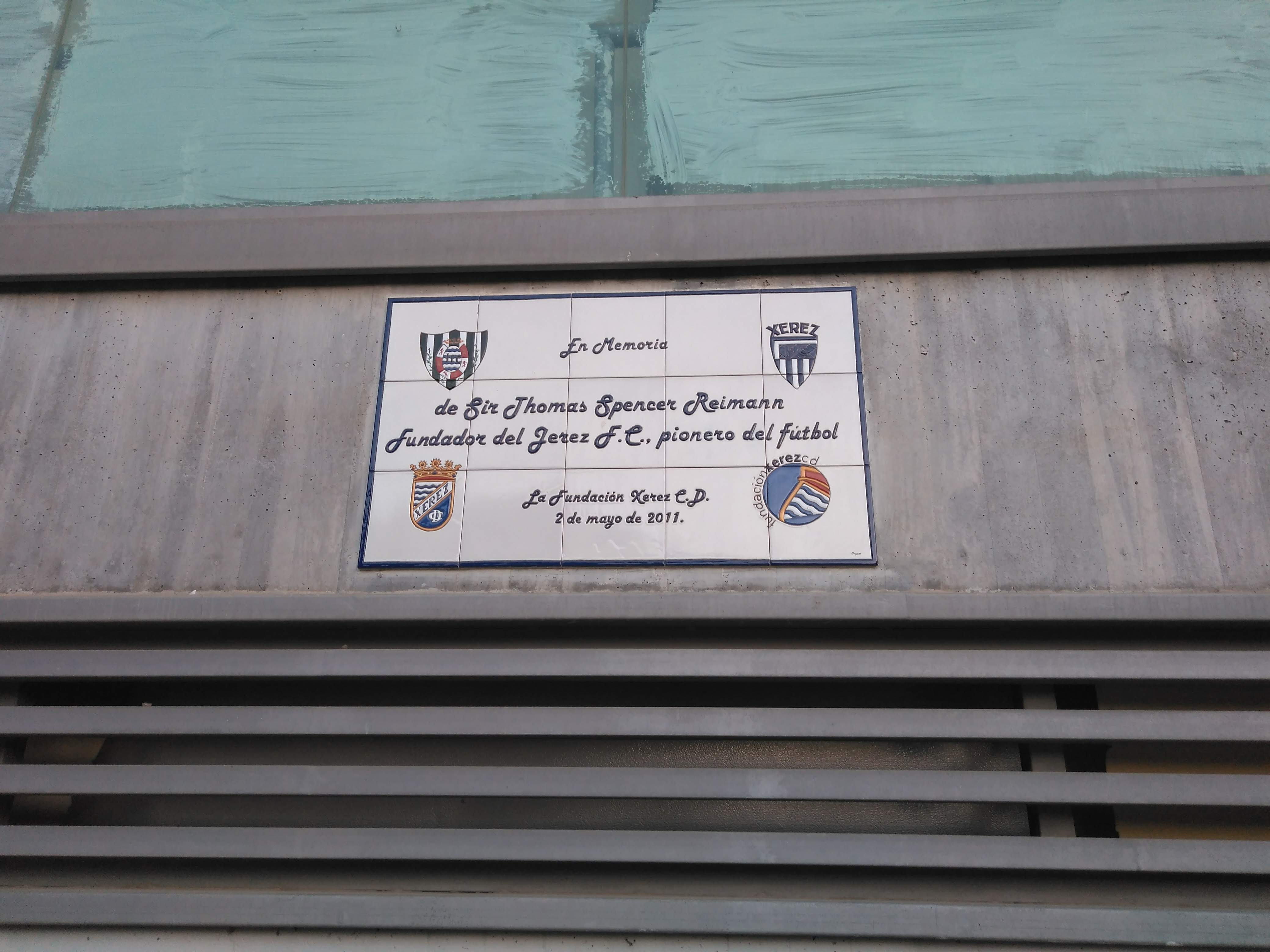
Placa en el Estadio Municipal de Chapín en honor a Sir Thomas Spencer Reiman, fundador del Jerez F.C.

### La fundación del Xerez F.C.
Tras la desaparición del Jerez F.C., varios aficionados y exdirectivos del mismo, se marcaron como meta la constitución de un nuevo club profesional capaz de competir en categorías nacionales.
El club fue fundado el día 1 de diciembre de 1932 con el nombre de Xerez Foot-Ball Club, fue legalizado en 1933, con José Manuel Domecq Rivero como presidente de la entidad. Se designó el campo de fútbol de Villa Mercedes como local y se anunció la construcción del Stadium Domecq (En realidad, no se trataba de un estadio nuevo, sino de la reforma del existente Stadium del Parque, antigua propiedad de la U.D. Jerezana y construido en las proximidades del Campo de la Venta.
El día 8 de enero de 1933 tuvo lugar la inauguración del Stadium Domecq con la celebración del un partido entre el Xerez F.C. y el España F.C. de Sevilla, el cual ganó el conjunto jerezano por dos goles a uno.
El club, a los pocos años alcanzó la Tercera División para ascender desde ahí a Segunda División, debutando en la división de plata en la temporada 1935/36. Los hitos más importantes de este equipo fueron jugar en dos ocasiones la fase de ascenso a Primera División (35-36 y 42-43) y llegar a cuartos de final de la Copa del Rey, donde fue eliminado por el Real Madrid C. F.. La llegada de la Guerra Civil frena en seco la que parecía una trayectoria lanzada hacia Primera División.
El Xerez F.C. utilizó la camisa de raysa verticales albicelestes y pantalón blanco hasta el año 1936, tras la guerra civil cambiaría el conjunto por una camisa celeste y pantalón blanco. En el año 1941, el equipo cambió su denominación por Xerez Club de Fútbol. El 4 de junio de 1942 se constituyó el C.D. Jerez. Ambos clubes compartían dependencias y estadio.
Tras el subcampeonato de la temporada 42-43, las temporadas posteriores queda 5º en Liga, pero la economía se siente maltrecha y en la campaña 45-46 desciende a Tercera División al perder una promoción celebrada en Madrid frente al C. Baracaldo Altos Hornos por 0-2. Este descenso supone la tumba deportiva de la entidad blanquiazul, pues las deudas acumuladas en su paso por la categoría de plata hacen que la directiva desista de competir en 3ª División y haga desaparecer al Xerez C.F. el 26 de agosto de 1946.
Finalmente, la directiva se reorganiza al frente del equipo C.D. Jerez, que quedaría como equipo independiente.

## Estadio
El Estadio Domecq contaba con una capacidad de 13.000 espectadores. Construido por Francisco Hernádez Rubio. Constó 100.000 pesetas esterlinas su construcción.

## Temporadas
| Temporada | Categoría           | Posición | Copa del Rey  |
| --------- | ------------------- | -------- | ------------- |
| 1932-33   | 2ª Regional Prefer. | 4º       |               |
| 1933-34   | 3ª División         | 2º       |               |
| 1934-35   | 1ª Regional         | 1º       | 4ª Ronda      |
| 1935-36   | 2ª División         | 2º       | 1/8 de Final  |
| 1939-40   | 2ª División         | 5º       |               |
| 1940-41   | 2ª División         | 6º       | 1ª Ronda      |
| 1941-42   | 2ª División         | 7º       | 1/8 de Final  |
| 1942-43   | 2ª División         | 2º       | 1/4 de Final  |
| 1943-44   | 2ª División         | 5º       | 1/16 de Final |
| 1944-45   | 2ª División         | 5º       | 1ª ronda      |
| 1945-46   | 2ª División         | 12º      | 1ª ronda      |

### Evolución
| 1932 | 1939 |